# Men Going Their Own Way
A "Men Going Their Own Way" (MGTOW /ˈmɪɡtaʊ/) egy antifeminista, férfiközpontú filozófia, amely a férfiaknak a nőktől és a társadalomtól való elszakadást szorgalmazza, amelyet szerintük a feminizmus megrontott. A MGTOW filozófia követői elzárkóznak a házasságtól, és a nőkkel való hosszútávú együttléttől, mert filozófiájuk szerint a társadalom túlságosan nőközpontú. A MGTOW csoportok úgy vélik, hogy a társadalom a férfiak alapvető jogait korlátozza, és szexuálisan és gazdaságilag elnyomja (például válás során, az oktatási rendszerben, a gyerektartás intézményével, hamis vádakkal szexuális zaklatással kapcsolatban, vagy hamis nemi-erőszak vádakkal). A MGTOW filozófia szerint az önvédelem és a tiltakozás legeredményesebb formája, amennyiben nem vállalnak gyereket, és megtagadják a társadalomban való részvételt, bár a mozgalomnak nincsenek szilárd elvei, így néhány támogatójuk rendelkezik barátnővel, és él szexuális életet is.

## Története
Bár nem világos, hogy az MGTOW filozófia honnan ered, úgy gondolják, hogy a 2000-es évek elején alakult ki. A No Ma'am blog volt az egyik első, az ideológiának szentelt oldal, amely 2001-ben egy "MGTOW kiáltványt" tett közzé. Az MGTOW korábbi tagjai nagyrészt libertáriánusok, és nagyobbrészt jobboldali, nacionalista elveket vallanak. Az egyik első közismert MGTOW szimpatizáns a szélsőjobboldali kommentátor és polemizáló Milo Yiannopoulos volt, aki segített népszerűsíteni az MGTOW-t egy 2014-es Breitbart-cikkével, ebben olyan férfiakat írt le, akik a feminizmus miatt kerülik a nőket, a szerelmet, a szexet és a házasságot.
Az MGTOW-ok online közösségekben gyűlnek össze, az egyik első népszerű találkozóhelyük a Reddit volt, később pedig megnyílt a saját weboldaluk MGTOW fórum névvel. 2011-ben jött létre az r/MGTOW, az MGTOW Forum pedig 2014-ben alakult. A Reddit 2017-ben betiltotta a nagy Incel alredditet, így az r/MGTOW rövid ideig a legnagyobb és legaktívabb manoszféra-alreddit lett. A MGTOW tartalmak a Youtubeon is népszerűek lettek, ám miután a Youtube megszüntette néhány MGTOW témájú csatorna finanszírozását, az online közösség egy jelentős része a MGTOW.TV weboldalra költözött. A Reddit 2020 januárjában karanténba helyezte az r/MGTOW alredditet, ám ekkorra már a MGTOW alreddit népszerűsége jelentősen lecsökkent.

## Tagság
Az MGTOW közösségek tagjai elsősorban heteroszexuális, középosztálybeli férfiak Észak-Amerikából, Európából, de a Közel-Keleten és Ázsiában is teret hódított a filozófia. A MGTOW csoportok kizárólag férfiakból állnak. 2019-ben Jones és munkatársai a New Media & Society című folyóiratban írtak az MGTOW-közösségek méretéről. Jones és munkatársai a New Media & Society című folyóiratban írtak: "bár az MGTOW követőinek pontos száma nem világos, úgy tűnik, hogy egy népszerű és növekvő csoportról van szó: az r/MGTOW subreddit a 2018 eleji 54.000 tagról 2019 elejére 104.000 tagra nőtt, és egy MGTOW-fórumon 32.859 tagot tartanak nyilván". A filozófia követőinek pontos száma nem ismert, világszerte több százezerre tehető, és meredeken emelkedik.

## Filozófia
Az MGTOW filozófia középpontjában a férfi szeparatizmus eszméje áll, és az a meggyőződés, hogy a társadalmat megrontotta a feminizmus. A feminizmus a nőket veszélyessé tette a férfiakra nézve, és hogy a férfi önfenntartáshoz szükséges a nőktől való teljes elhatárolódás. Úgy vélik, hogy a férfiakkal szemben rendszerszintű előítéletek vannak, beleértve a nemi szerepek kettős mércéjét és a férfiakkal szembeni előítéletet a bíróságokon. Egyes MGTOW-csoportok meggyőződése, hogy a nők hasonló mintát követnek a randizásban és a házasságban: a fiatal és vonzó nők promiszkuzívak és "hipergámiát" folytatnak, számos férfival szexelnek, és elhagyják a férfit, ha egy "magasabb értékű" férfi érdeklődést mutat irántuk. Végül a meglátásuk szerint a nők elválnak a férjeiktől, és a bíróságok a nőknek fognak kedvezni a válóperekben, az általuk női kiváltságként leírtak miatt.
Az MGTOW közösségben a férfiak gyakran közös zsargont használnak, beleértve a Mátrix című filmből kölcsönzött vörös és kék pirula metaforát. Azokat, akik a meglátásaikkal egyetértenek, "redpilled"-nek vagy "vörös pirulásnak" nevezik; azokat, akik nem fogadják el a filozófiájukat, "bluepilled"-nek nevezik. A közösség tagjai pejoratív megnevezéseket is használnak, mint például a "béta", "cuck" (felszarvazott), "soy boy" (szójafiú) és "fehér lovag".